# Delmenhorst
Delmenhorst (in basso-sassone Demost) è una città extracircondariale della Bassa Sassonia, appartenente alla regione metropolitana Brema-Oldenburg.

## Storia

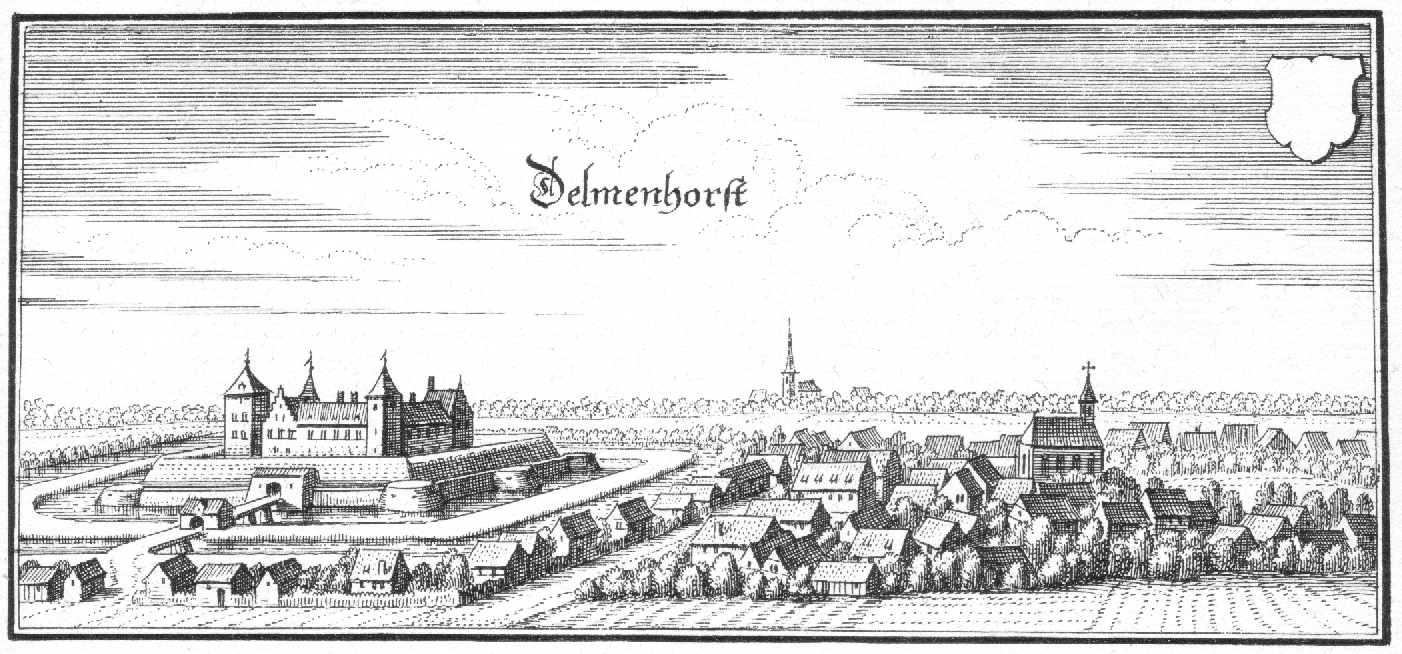
Delmenhorst nel 1647

La città fu menzionata per la prima volta nel 1254, dopo che il conte di Oldenburg (Otto I), costruì una località sul fiume Delme nel 1234. Nel 1247 vi fu costruito un castello atto a proteggere l'insediamento ed il nuovo conte, Otto II, la scelse come sua residenza. Delmenhorst ottenne gli statuti cittadini il 15 luglio 1371, secondo il diritto di Brema.

Dopo un periodo di governo da parte del Vescovo di Brema (1421-1436), la città tornò sotto il governo di Oldenburg.
Nell'era industriale Delmenhorst conobbe una grande crescita economica, grazie a Brema. Poiché Brema si trovava in un'altra zona doganale, i mercanti che volevano esportare manufatti al di fuori di Brema dovevano pagare dazi doganali elevati. In questi anni il numero di abitanti quadruplicò.
Nel 1903 Delmenhorst fu dichiarata kreisfrei, ossia sottoposta a una propria reggenza, senza dover obbedire a nessun'altra contea. Negli anni Trenta, durante la Grande Depressione, la Nordwolle, una grande manifattura tessile, andò in bancarotta; ciononostante la città si ingrandì, inglobando diversi villaggi più piccoli intorno a sé. Durante la Notte dei Cristalli, nel novembre 1938, la sinagoga fu bruciata dai nazisti, che erano saliti al potere in Germania nel 1933. Dopo la Seconda guerra mondiale, Delmenhorst si trovava nella zona di occupazione britannica e dovette gestire migliaia di rifugiati provenienti dalla Germania orientale, ora occupata dall'Unione Sovietica.

## Geografia fisica

### Posizione
Delmenhorst si trova a sud dello stato di Brema ed a 35 km a nord-est di Oldenburg. È attraversato dal Delme.

### Suddivisione amministrativa
La città è divisa in 30 distretti (Stadtteile):
| | |
| - Adelheide - Albertushof - Annenheide - Annenriede - Brandhöfen - Brendel - Brückenesch - Bungerhof - Deichhausen - Deichhäuser Heide - Deichhorst - Donneresch - Düsternort - Hasbergen - Hasport | - Heidkrug - Hullen - Iprump - Moorkamp - Neuendeel - Sandhausen - Schafkoven - Schlutter - Schohasbergen - Stickgras - Ströhen - Tannen - Tappenort - Westerfeld - Wiekhorn |

## Cultura
- Haus Coburgo (Galleria cittadina di Delmenhorst)
- Teatro "Kleines Haus"
- Teatro "Strings LIVE!"
- Nordwolle Delmenhorst (Museo della cultura industriale tedesco-occidentale)
- Museo-mulino Hasbergen (Museo della storia dei mulini)
- Museo ferroviario "Jan Harpstedt"
- Libreria cittadina di Delmenhorst
- Scuola musicale Strings
- Scuola musicale cittadina di Delmenhorst
- Oldenburgische Landschaft

## Economia
Lavorazione della lana e della juta. Costruzioni meccaniche. Prodotti chimici (farmaceutici; profumi; saponi). Linoleum. (Da Enciclopedia Universale Larousse; Rizzoli; copyright 1964-67)

## Galleria d'immagini

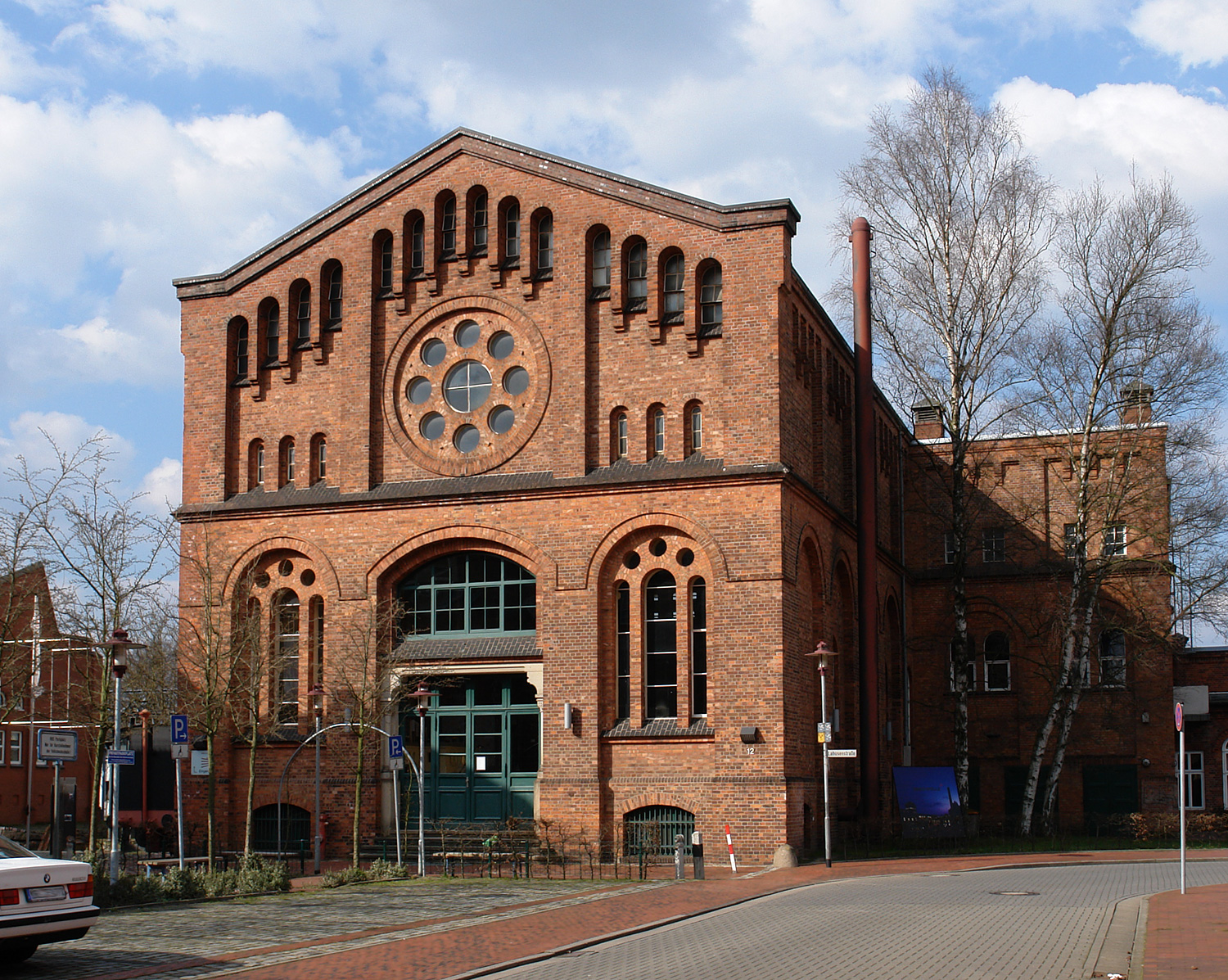
Nordwolle (chiesa)
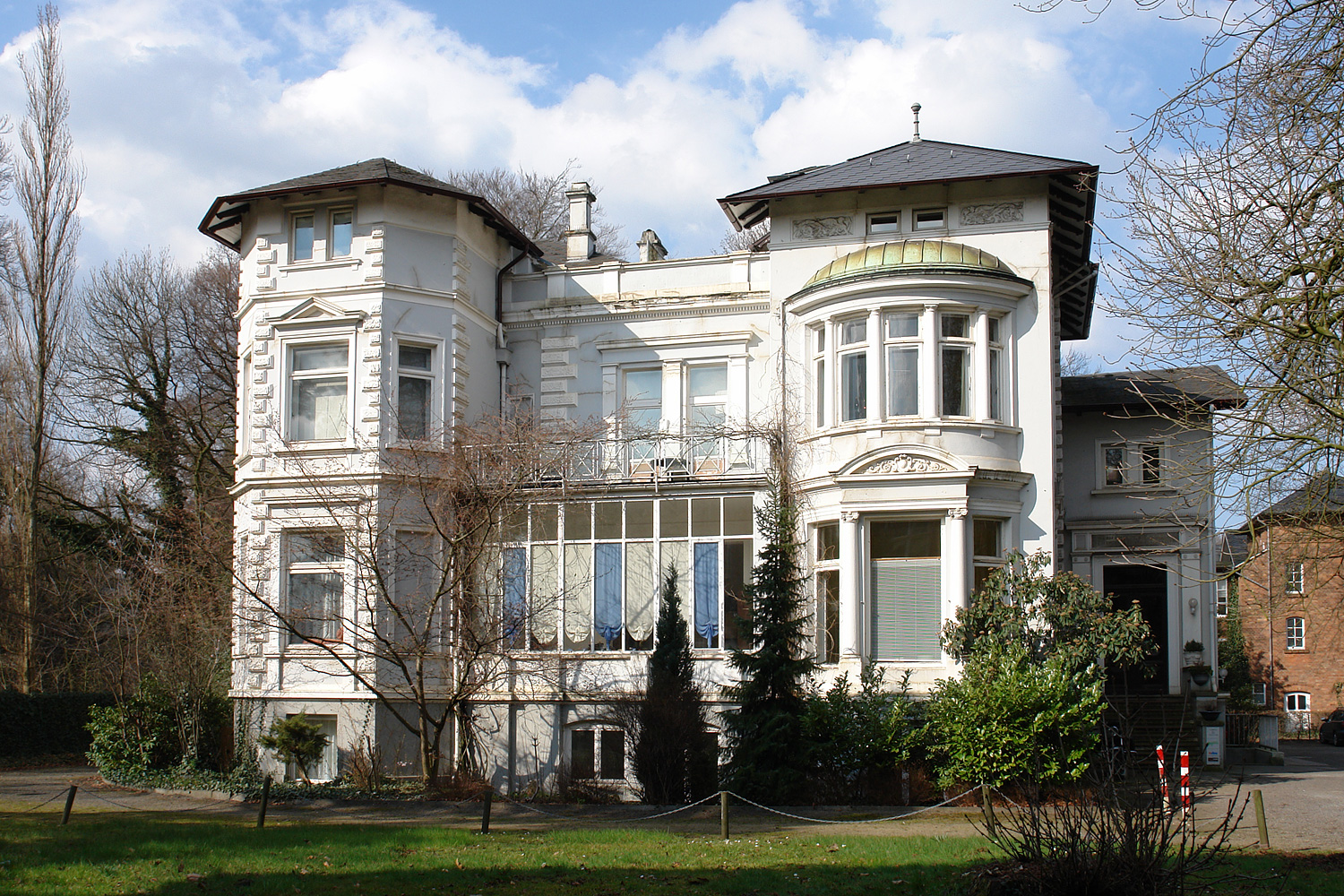
Nordwolle (villa)
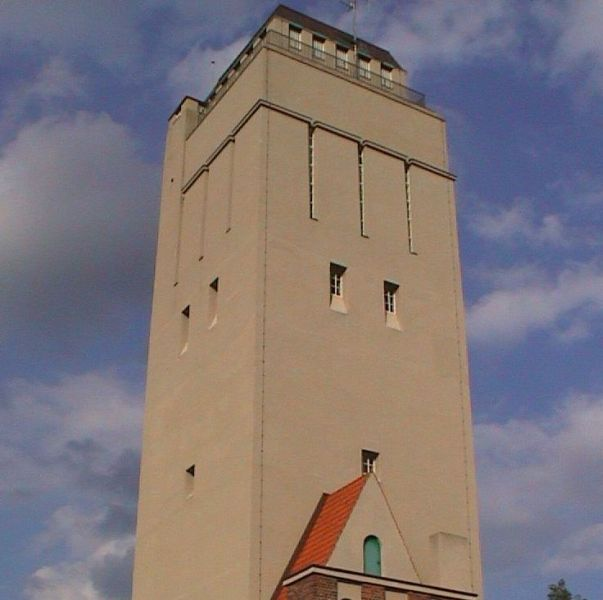
Torre dell'acqua
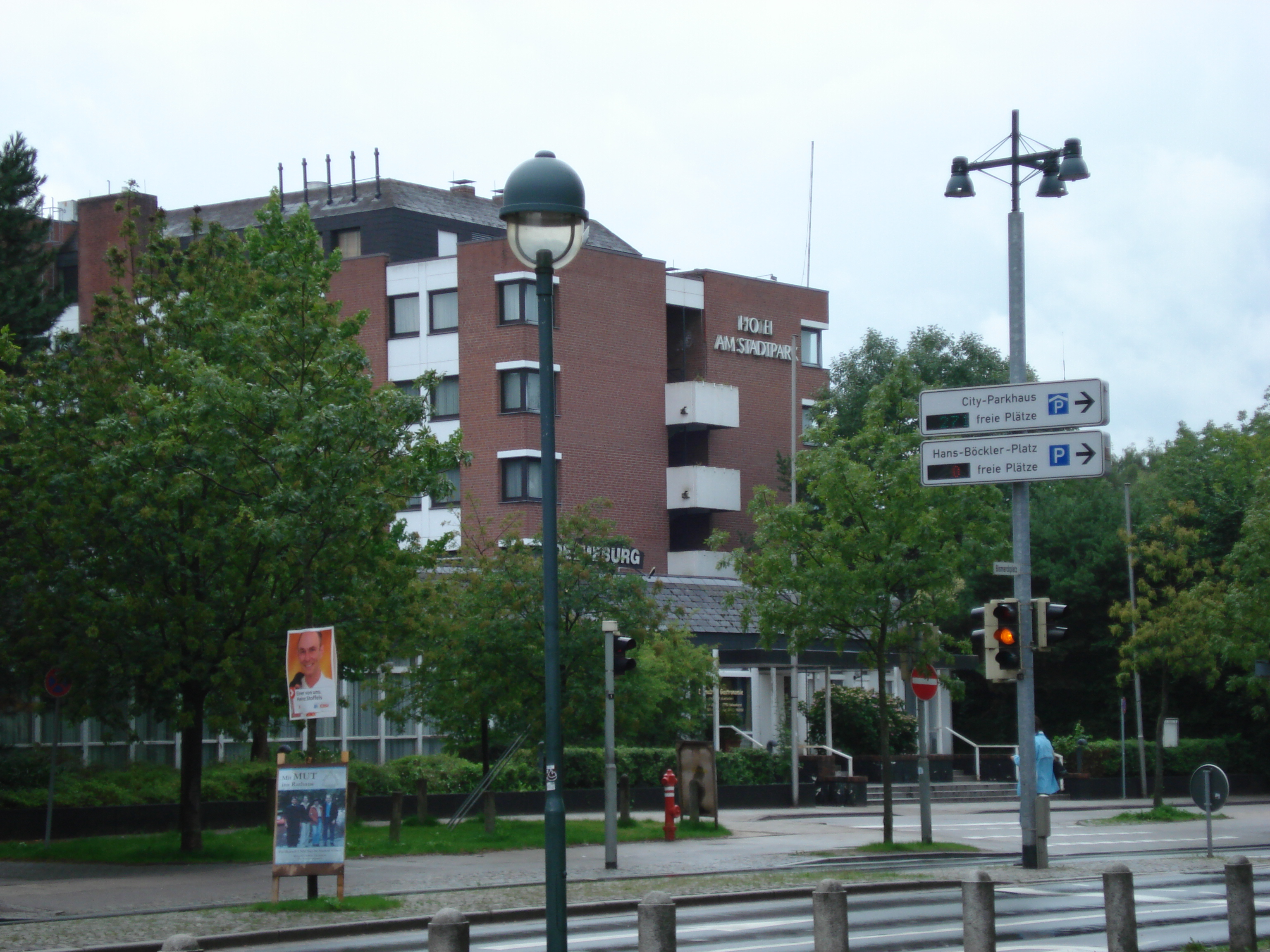
Hotel am Stadtpark

## Società

### Evoluzione demografica
| Data      | Abitanti |
| --------- | -------- |
| 15-8-1816 | 1 937    |
| 1-2-1828  | 2 124    |
| 1-7-1837  | 2 399    |
| 1-7-1846  | 2 409    |
| 2-1-1850  | 2 372    |
| 1-7-1852  | 2 439    |
| 3-12-1854 | 2 419    |
| 3-12-1855 | 2 628    |
| 3-12-1858 | 2 754    |
| 3-12-1861 | 2 916    |
| 3-12-1864 | 3 172    |

| Data      | Abitanti |
| --------- | -------- |
| 3-12-1867 | 3 507    |
| 1-12-1871 | 4 018    |
| 1-12-1875 | 4 800    |
| 1-12-1880 | 5 408    |
| 1-12-1885 | 6 647    |
| 1-12-1890 | 9 372    |
| 2-12-1895 | 12 569   |
| 1-12-1900 | 16 579   |
| 1-12-1905 | 20 150   |
| 1-12-1910 | 22 516   |
| 1-12-1916 | 19 684   |

| Data       | Abitanti |
| ---------- | -------- |
| 5-12-1917  | 19 418   |
| 8-10-1919  | 21 878   |
| 16-6-1925  | 24 702   |
| 16-6-1933  | 31 284   |
| 17-5-1939  | 38 261   |
| 31-12-1945 | 41 784   |
| 29-10-1946 | 48 742   |
| 13-9-1950  | 57 273   |
| 25-9-1956  | 54 791   |
| 6-6-1961   | 57 312   |
| 31-12-1965 | 61 977   |

| Data       | Abitanti |
| ---------- | -------- |
| 27-3-1970  | 63 266   |
| 31-12-1975 | 71 488   |
| 31-12-1980 | 72 370   |
| 31-12-1985 | 70 546   |
| 25-3-1987  | 72 072   |
| 31-12-1990 | 75 154   |
| 31-12-1995 | 78 226   |
| 31-12-2000 | 76 644   |
| 31-12-2005 | 75 916   |
| 31-12-2006 | 78 078   |

## Amministrazione

### Gemellaggi
- Allonnes
- Borisoglebsk
- Eberswalde
- Kolding
- Lublino